# 基勒法姆 (新墨西哥州)
基勒法姆（英語：Keeler Farm）是位於美國新墨西哥州盧納縣的普查規定居民點。

## 人口
根據2020年美國人口普查的數據，基勒法姆的面積為29.50平方千米，皆為陸地。當地共有人口1146人，而人口密度為每平方千米38.85人。